# 공간 (수학)
수학에서 공간(space)은 집합의 요소들 간의 관계에 대한 정의(구조)가 있는 집합(전체모임)이다. 현대 수학은 유클리드 공간, 선형 공간, 위상 공간, 힐베르트 공간, 확률 공간 등 다양한 유형의 공간을 사용하지만 "공간" 자체의 개념을 정의하지는 않는다.

그림 1: 추상 공간 유형 개요. 화살표는 또한 일종의 것을 나타낸다. 예를 들어, 노름 벡터 공간은 또한 미터법 공간이기도 하다.

공간은 점으로 처리되는 선택된 수학적 대상과 이러한 점 사이의 선택된 관계로 구성된다. 점의 성격은 매우 다양할 수 있다. 예를 들어 점은 숫자, 다른 공간의 기능 또는 다른 공간의 하위 공간을 나타낼 수 있다. 공간의 성격을 정의하는 것은 관계이다. 더 정확하게 말하면, 동형 공간은 동일한 것으로 간주된다. 여기서 두 공간 간의 동형은 관계를 유지하는 점 간의 일대일 대응이다. 예를 들어, 3차원 유클리드 공간의 점 사이의 관계는 유클리드의 공리에 의해 고유하게 결정되며, 모든 3차원 유클리드 공간은 동일한 것으로 간주된다.
연속성과 같은 위상학적 개념은 모든 유클리드 공간에 대해 자연스러운 정의를 갖는다. 그러나 위상수학은 직선과 곡선을 구별하지 않으므로 유클리드 공간과 위상수학 공간 간의 관계는 "망각"된다.
주어진 수학적 대상이 기하학적 "공간"으로 간주되어야 하는지, 아니면 대수적 "구조"로 간주되어야 하는지가 항상 명확한 것은 아니다. 니콜라 부르바키가 제안한 "구조"의 일반적인 정의는 모든 일반적인 유형의 공간을 포괄하고, 동형의 일반적인 정의를 제공하며, 동형 구조 간의 속성 전달을 정당화한다.

## 수학 공간 목록
- 아핀 공간
- 베르 공간
- 바나흐 공간
- 올다발
- 보렐 집합
- 칼라비-야우 다양체
- 폐포 연산자
- 공형기하학
- 에일렌베르크-매클레인 공간
- 유클리드 공간
- 핀슬러 다양체
- 제1 가산 공간
- 프레셰 공간
- 함수 공간
- 기하학적 공간
- 하디 공간
- 하우스도르프 공간
- 힐베르트 공간
- 동차 공간
- 내적 공간
- 콜모고로프 공간
- 르베그 공간
- 렌즈 공간
- 고리 공간
- 거리 공간
- 민코프스키 공간
- 노름 공간
- 파라콤팩트 공간
- 퍼펙토이드
- 폴란드 공간
- 확률 공간
- 사영 공간
- 이차 공간
- 표본 공간
- 시에르핀스키 공간
- 소볼레프 공간
- 하우스도르프 공간
- 타이히뮐러 공간
- 텐서
- 위상 공간 (수학)
- 위상 벡터 공간
- 올다발
- 균등 공간
- 벡터 공간

## 같이 보기
- 차원
- 수학적 구조
- 집합